# Rue Léon Frédéricq
Ne doit pas être confondu avec Rue Léon Frédéric.
La rue Léon Frédéricq est une rue de la ville belge de Liège faisant partie du quartier administratif du Longdoz et située au nord du parc de la Boverie. C'est dans cette rue que se trouve la synagogue de Liège.

## Odonymie
Depuis 1946, cette rue rend hommage à Léon Fredericq, né à Gand le 24 août 1851 et mort à Liège le 2 septembre 1935, médecin et physiologiste belge et aussi aquarelliste. Officier de l'Ordre de Léopold (1907), il est fait baron en 1931

## Description
Cette artère plate d'une longueur d'environ 260 m et comptant une trentaine d'immeubles applique un sens unique de circulation automobile depuis les quais en rive gauche de la Dérivation vers la rue des Fories. La rue se prolonge par une petite place triangulaire et arborée située à la sortie du tunnel sous la Dérivation

## Architecture
La synagogue de Liège de style éclectique se situant au no 19 a été inaugurée en 1899.
Deux immeubles comptant des éléments de style Art nouveau ont été bâtis au début du XXe siècle :
- au no 4, immeuble réalisé par l'architecte A. Snyers présentant des ferronneries et une lucarne-pignon en arc brisé propres à ce style[1],
- au no 42, maison réalisée par Edm. Dethier et datée de 1911[2].

L'hôtel faisant angle avec la rue des Fories possède des éléments d'architecture se rapportant à l'Art déco.
L'immeuble sis au no 8, érigé en brique blanche vernissée dans un style éclectique, possède plusieurs éléments sculptés dans la pierre bleue (figure féminine, motifs floraux).

## Voies adjacentes
- Quai Churchill
- Quai de la Boverie
- Rue des Fories
- Tunnel sous la Dérivation